# Col de la Fageole
De Col de la Fageole is een 1114 meter hoge bergpas in het Centraal Massief in Auvergne, Frankrijk.
De autosnelweg A75 voert sinds 1991 over deze col.
Wielrenners kunnen vanaf Massiac de Col de la Fageole beklimmen. De klim is 20,3 km lang en men stijgt 571 meter.